# Karel Jeroným Pálffy z Erdődu
Hrabě Karel Josef Jeroným VIII. Pálffy z Erdődu (maďarsky gróf Pálffy de Erdőd VIII. Károly József Jeromos, německy Karl Joseph Hieronymus VIII. Pálffy von Erdőd; 30. září 1735 Vídeň – 25. května 1816 tamtéž) byl uherský šlechtic od roku 1807 kníže Pálffy z Erdődu, uváděný také jako Karel IV. skutečným dvorským kancléřem spojené dvorské kanceláře Uherska a Sedmihradska. Byl také předkem knížecí větve Pálffyů.

## Život

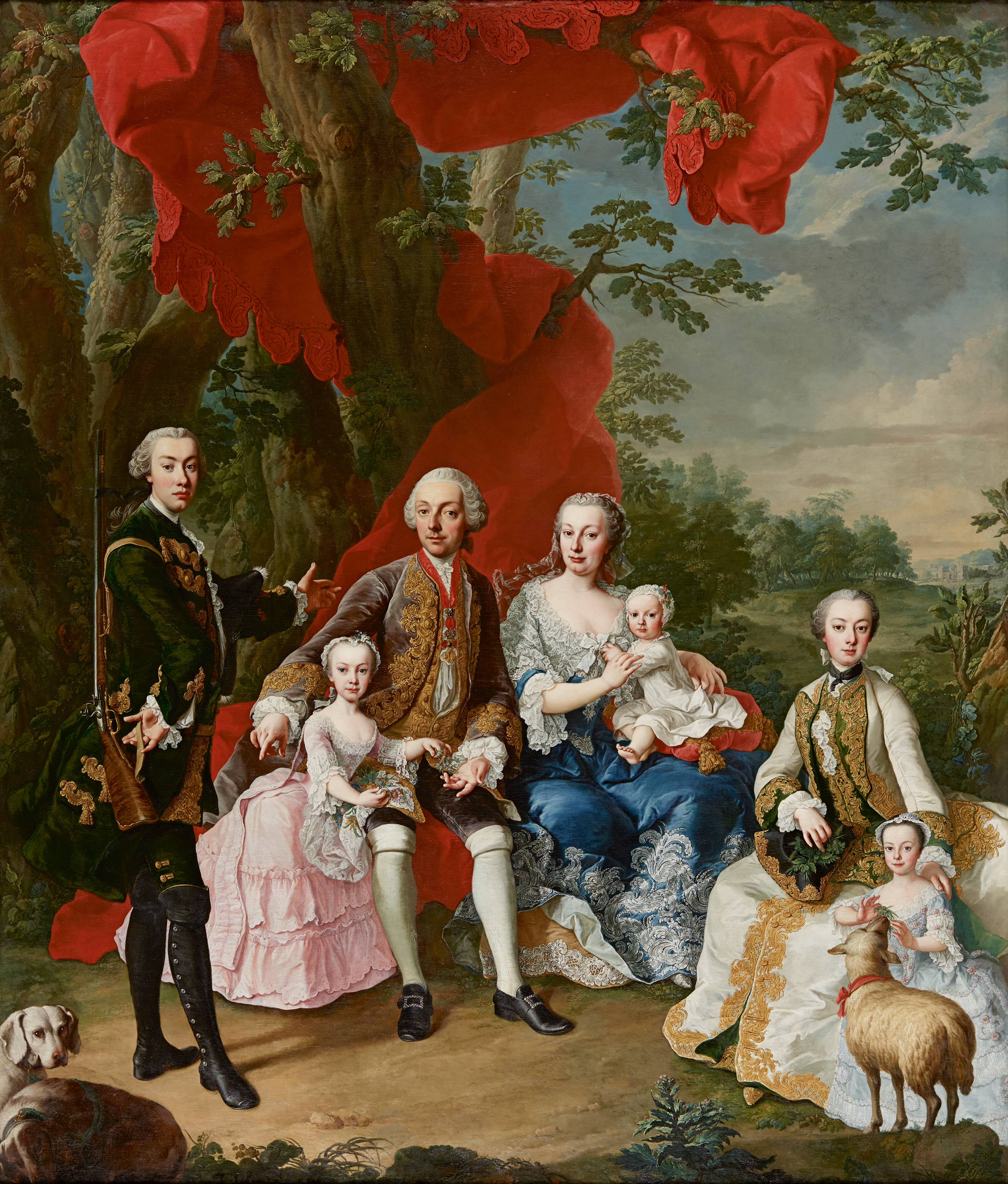
Mikuláš VIII. Pálffy s manželkou a dětmi, nejstarší syn Karel Jeroným je zcela vlevo v loveckém oblečení, obraz Martina van Meytense (Galerie Belvedere)

Narodil se jako syn hraběte Mikuláše VIII. Pálffyho z Erdődu (4. září 1710 – 6. února 1773) ze starší větve hlavní mikulášské linie rodu Pálffyů a jeho manželky hraběnky Marie Anny Ernestiny z Althannu (11. května 1715 – 4. října 1790).
V roce 1757 byl Pálffy císařovnou Marií Terezií jmenován do funkce přísedícího dolnorakouského zemského soudu. V roce 1759 byl jmenován radou delegované dvorské komise pro obchodní záležitosti. V následujícím roce byl přeložen na nově zřízené obchodní ředitelství jako dvorní rada a jmenován komorníkem. V září 1762 slyšel Linci hrát malého Mozarta a zvěsti o jeho velkých schopnostech a talentu šířil ještě před svým příjezdem do Vídně. Byl členem zednářské lóže Zur kronen Hoffnung a od roku 1786 lóže Zur neukronen Hoffnung. V roce 1762 byl přeložen do Dvorské komory jako rada a v roce 1774 byl jmenován jejím místopředsedou. V roce 1776 byl jmenován královským uherským vicekancléřem, v roce 1779 jako hejtmanem ze Zemplínské župy a v roce 1791 jako dědičným županem Prešpurské župy.
Za svou práci byl v roce 1782 vyznamenán Řádem zlatého rouna (č. 808). Kromě toho získal roku 1783 říšský baronát nejvyššího hofmistra a roku 1787 hodnost skutečného dvorního kancléře spojené dvorské kanceláře Uher a Sedmihradska. V posledně jmenované pozici měl realizovat reformy císaře Josefa II. také v Uhrách.
Během svého dlouhého působení se zúčastnil čtyř zemských sněmů, dvou královských korunovací a tří státních kontingentů. Byl nositelem Velkého kříže Řádu sv. Štěpána a 4. listopadu 1807 získal pro sebe a své potomky dědičný knížecí stav.

## Rodina
24. dubna 1763 se Pálffy oženil s princeznou Marií Terezií z Lichtenštejna (1. září 1741 – 30. června 1766), dcerou Emanuela z Lichtenštejna. Pár měl několik dětí:
- Josef František, 2. kníže Pálffy z Erdődu (2. září 1764 – 13. dubna 1827), 2. kníže z Pálffy ⚭ hraběnka Marie Karolína z Hohenfeldu (9. listopadu 1774 – 28. července 1758)
  - Děti: Antonín Karel, 3. kníže Pálffy z Erdődu ⚭ Leopoldine (Dominika Karoline), dcera Aloise Václava knížete z Kounic
  - Mikuláš hrabě Pálffy ⚭ Terezie Rossiová
  - Anna Marie Pálffyová ⚭ Adolf Ludvík říšský hrabě ze Schönfeldu
- Mikuláš Josef (3. prosince 1765 – 26. května 1800), generálmajor, zabit poblíž Romana v údolí Aosty